# Бжезіни (гміна Мокрсько)
Бжезіни (пол. Brzeziny) — село в Польщі, у гміні Мокрсько Велюнського повіту Лодзинського воєводства.
Населення — 33 особи (2011).
У 1975-1998 роках село належало до Серадзького воєводства.

## Демографія
Демографічна структура станом на 31 березня 2011 року:
|          | Загалом | Допрацездатний вік | Працездатний вік | Постпрацездатний вік |
| -------- | ------- | ------------------ | ---------------- | -------------------- |
| Чоловіки | 18      | 7                  | 8                | 3                    |
| Жінки    | 15      | 4                  | 4                | 7                    |
| Разом    | 33      | 11                 | 12               | 10                   |